# Der singende Teufel

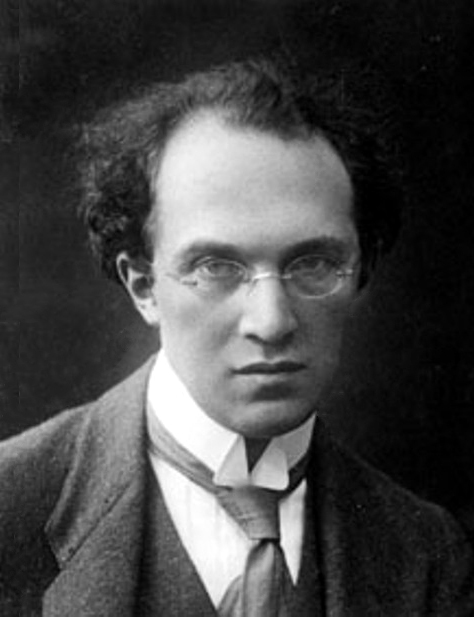
Franz Schreker 1912

Der singende Teufel är en tysk opera i fyra akter med musik och libretto av Franz Schreker. 

## Historia
I början av 1920-talet hade Franz Schreker nått nöjdpunkten på sin karriär. Han var, efter Richard Strauss, den mest framförda levande kompositören av tysk opera. Hans verk Der ferne Klang (1912), Die Gezeichneten (1918) och särskilt Der Schatzgräber (1920) spelades regelbundet på större scener i de tysktalande länderna, och sedan 1920 hade Schreker lett den mest prestigefyllda musikskolan i centraleuropa: Berlin Musikhochschule, där han snabbt övertalade såda talanger som Paul Hindemith, Arthur Schnabel, Edwin Fischer och Carl Flesch att ta anställning, och senare arrangerade så Arnold Schönberg kunde leda master class i komposition. Unga tyska musiker såsom Ernst Krenek, Alois Hába, Jascha Horenstein, Artur Rodziński och Grete von Zieritz flockades kring honom för att studera och under hans ledning blev Berlin den mest spännande och progressiva musikhuvudstaden i Europa.
Men allt stod inte rätt till och Scherker anade det. Hans studenter började vända sig från hans egen estetik av extrem romantik och anammade Nya sakligheten, Zeitoper, kvartstonsmusik och elektroniska musikinstrument. Än värre var att hans senaste opera Irrelohe (1924) hade bemötts kallsinnigt av kritikerna. Begåvade studenter som Krenek började distansera sig från honom. Som med alla Schrekers uppförda verk på 1920-talet var premiären på Der singende Teufel den 10 december 1928 på Staatsoper Unter den Linden i Berlin ett kulturevenemang av första graden. Erich Kleiber dirigerade och trots att publiken verkade uppskatta verket var kritiken förödande. Medan ryktet om fiaskot spred sig bland de operahus som redan hade skrivit kontrakt för att uppföra opera (Breslau, Prag, München, Frankfurt am Main) fann de på alla anledningar för att bryta kontraktet. Till och med Schrekers eget musikförlag, Universal Edition, nekade att offentliggöra verket och hävdade att det saknades tillräckligt med bra recensioner för att riskera en publicering. För att rädda de återstående föreställningarna i Berlin tvingades Schreker skära ned nästan en halv timmes musik. I Wiesbaden stympades operan med ytterligare tjugo minuter och pressad av Universal Edition gjorde Schreker fler nedskärningar för ett framförande i Stettin 1930.

## Personer
- Amandus Herz (Tenor)
- Lilian (Sopran)
- Fader Kaleidos (Basbaryton)
- Alardis (Kontraalt)
- Riddare Sinbrand von Frass (Bas)
- En pilgrim (Baryton)
- Lenzmar (Tenor)
- Abboten (Bas)
- Två unga elever (Sopran, kontraalt)
- Två lekmän (Tenor, bas)

## Handling
Tyskland, tidig medeltid.
Akt I
Amandus Herz har byggt en liten orgel. Fader Kaleidos ser detta som ett lämpligt tillfälle att be Amandus slutföra bygget av den stora orgel som påbörjades av hans far. Men Amandus förfäras av nyheten att fadern hindrades av galenskap från att bygga klart instrumentet och ber om tid att tänka över situationen. 
Hedningarna söker efter den vackraste jungfrun för deras vårliga ritualer. Lilian skall ges till den man som leder dem mot de kristna. Lilian ber förgäves Amandus att ta på sig ledarrollen.
Akt II
Amandus plågas av sitt misslyckande att färdigställa den stora orgeln och avvisar Kaleidos uppmuntrande tillrop. När han hör hedningarna utföra sina ritualer rusar han ut för att följa med dem. Alardis utför en hednisk rit och hånar de kristna. Riten blir allt vildare och Amandus försöker föra bort Lilian men blir utskrattade av de andra. Sinbrand besegrar honom i en duell och Amandus fängslas medan Sinbrand för bort Lilian. Kaleidos befriar Amandus och för honom till klostrets stillhet.
Akt III
Amandus har blivit munk och byggt klart orgeln. Men Kaleidos ber honom att använda orgeln för att förkunna guds krig mot hedningarna. Lilian är märkt av alla händelser och varnar Amandus för hedningarna. Han sammankallar munkarna. I en vision ser han hur orgelns toner håller tillbaka de rasande hedningarna. Hans syn visar sig först stämma men snart börjar orgeln frambringa falska toner och hedningarna anfaller munkarna. 
Akt IV
I skogen fyra veckor senare. Amandus återhämtar sig under Lilians vård. En pilgrim besöker honom för att få hjälp med en liten orgel. Men så fort som Amandus ser den lilla orgeln minns han sitt eget fatala misslyckande. Lilian inser att hon måste utplåna hans onda tankar för att ge honom frid. Lenzmar kommer och berättar att Lilian har satt eld på klostret och att orgeln börjat frambringa himmelska toner. Amandus möter Lilian. Han har genomgått en fysisk och mental förändring till det bättre. Lilian inser att hon har brutit förbannelsen och faller livlös till marken.